# تصوير عنق الرحم
تصوير عنق الرحم أو التصوير العنعقي هو إجراء طبي تشخيصي يقوم بها شخص غير معالج بالتقاط صور لعنق الرحم ويعرضها على الطبيب لتفسيرها. الإجراءات الأخرى ذات الصلة هي تنظير القولون وتنظير المهبل. يعتبر هذا الإجراء بمثابة اختبار تحري عن سرطان عنق الرحم وهو مكمل لفحص لطاخة عنق الرحم. تم تطوير هذه التقنية في البداية من قبل أدولف ستافل، الحاصل على دكتوراه في الطب، كلية الطب في ولاية ويسكونسن في عام 1981.